# Fumaria mirabilis
Fumaria mirabilis är en vallmoväxtart som beskrevs av Herbert William Pugsley. Fumaria mirabilis ingår i släktet jordrökar, och familjen vallmoväxter. Inga underarter finns listade i Catalogue of Life.